# Frederik Christensen
Frederik Ørsøe Christensen, född 7 juni 2002, är en dansk fotbollsspelare som spelar för IF Brommapojkarna.

## Karriär
Den 3 januari 2024 värvades Christensen av IF Brommapojkarna, där han skrev på ett treårskontrakt.